# Eriocaulon roseum
Eriocaulon roseum är en gräsväxtart som beskrevs av Philip Furley Fyson. Eriocaulon roseum ingår i släktet Eriocaulon och familjen Eriocaulaceae. Inga underarter finns listade i Catalogue of Life.